# Eumichtis aegyptiaca
Eumichtis aegyptiaca är en fjärilsart som beskrevs av Edward P. Wiltshire 1947. Eumichtis aegyptiaca ingår i släktet Eumichtis och familjen nattflyn. Inga underarter finns listade i Catalogue of Life.